# Alfonso Artabe
Alfonso Artabe Meca (Palma de Mallorca, Islas Baleares, España, 18 de agosto de 1988), conocido futbolísticamente como Artabe, es un futbolista español. Juega de defensa y su equipo es el C. D. Manacor de la Tercera Federación.

## Trayectoria
Se formó en las categorías inferiores del R. C. D. Mallorca, quedando campeón de España en categoría juvenil. En la temporada 2008-09 llegó a la Asociación Deportiva Universidad de Oviedo, que participaba en la Tercera División y con el que jugó la fase de ascenso. En agosto de 2009 fichó por el Real Oviedo Vetusta y desde finales de ese año alternó los entrenamientos en el primer equipo y los partidos del filial. Al cierre del mercado de invierno de la temporada se hizo con una ficha de jugador sub-23 en el Real Oviedo para suplir la baja de Ander Larrea. El 14 de febrero debutó como titular con el primer equipo.

## Clubes
| Club                        | País       | Año       |
| --------------------------- | ---------- | --------- |
| C. D. Ferriolense           | España     | 2007-2008 |
| A. D. Universidad de Oviedo | España     | 2008-2009 |
| Real Oviedo Vetusta         | España     | 2009-2010 |
| Real Oviedo                 | España     | 2010-2011 |
| C. D. Manacor               | España     | 2011-2012 |
| U. E. Llagostera            | España     | 2012-2013 |
| A. E. Prat                  | España     | 2013-2014 |
| C. D. Atlético Baleares     | España     | 2014-2015 |
| Sint-Truidense              | Bélgica    | 2015-2016 |
| Ermis Aradippou             | Chipre     | 2016-2017 |
| Hong Kong Pegasus F. C.     | Hong Kong  | 2017      |
| Ermis Aradippou             | Chipre     | 2018      |
| F. C. Voluntari             | Rumania    | 2018      |
| Doxa Katokopias F. C.       | Chipre     | 2019-2020 |
| C. D. Covadonga             | España     | 2020-2021 |
| MFK Zemplín Michalovce      | Eslovaquia | 2021-2022 |
| C. D. Manacor               | España     | 2022-     |